# (207) Hedda
(207) Hedda es un asteroide perteneciente al cinturón de asteroides descubierto el 17 de octubre de 1879 por Johann Palisa desde el observatorio de Pula, Croacia.
Está nombrado en honor de Hedwig Winnecke, esposa de Friedrich A. T. Winnecke.